# Carl Brocke
Carl Brocke (* 26. September 1887 in Ballenstedt; † unbekannt) war ein deutscher SS-Führer.

## Leben und Wirken
Brocke war der Sohn eines Klempners. Nach dem Schulbesuch erlernte er den Beruf seines Vaters. Von 1914 bis 1918 nahm Brocke am Ersten Weltkrieg teil, um anschließend das elterliche Klempnergeschäft zu übernehmen. Während der Wirtschaftskrise von 1923 ging das gesamte Betriebskapital verloren, so dass der Betrieb nach Brockes eigenen Angaben in der Folge aufgrund von „Zinswucher und Steuerbolschewismus“ in den Ruin getrieben wurde.
Brocke trat zum 1. Oktober 1929 der NSDAP bei (Mitgliedsnummer 154.776). In den folgenden Jahren betätigte er sich als stellvertretender Kreisleiter und als Gründungsmitglied der SS (SS-Nummer 44.110) in Ballenstedt.
Nach 1933 amtierte Brocke als Verwaltungsführer des SD-Oberabschnitts Mitte. 1936 wechselte er ins SD-Hauptamt. Im Reichssicherheitshauptamt (RSHA) wurde er Referent der Haushaltsabteilung, später Gruppenleiter der Gruppe II C b (Haushalt und Wirtschaft des Sicherheitsdienstes). Am 9. November 1942 erreichte er in der SS den Rang eines SS-Standartenführers.